# Roseaplagis artizona
Roseaplagis artizona là một loài ốc biển, là động vật thân mềm chân bụng sống ở biển trong họ Trochidae. Nó là loài duy nhất được tìm thấy ở Fiordland, South Island, New Zealand.